# Wanlov the Kubolor
Emmanuel Owusu-Bonsu (n. 8 septembrie 1980, Ploiești, România), cunoscut sub numele de scenă Wanlov the Kubolor sau doar Wanlov, este un cântăreț și regizor româno-ghanez.